# Kỳ học

Cờ của Liên minh Hiệp hội Kỳ học Quốc tế có hình nút thợ dệt.

Kỳ học (tiếng Anh: Vexillology) là ngành khoa học nghiên cứu về lịch sử, biểu tượng và cách sử dụng của những lá cờ, hay bao quát hơn, tất cả những gì liên quan đến cờ. Trong tiếng Anh, kỳ học là "Vexillology", là sự kết hợp của từ Latinh vexillum ("cờ") và hậu tố Hy Lạp -logia ("học/nghiên cứu"). Liên minh Hiệp hội Kỳ học Quốc tế từng định nghĩa kỳ học là: "Sự tạo thành và phát triển của các kiến thức về tất cả các loại cờ, sự hình thành, chức năng của chúng, và các giả thuyết khoa học, nguyên lý dựa trên kiến thức đó.".

## Lịch sử
Ngành nghiên cứu về những lá cờ, hay kỳ học, chỉ chính thức ra đời sau khi học giả người Mỹ Whitney Smith ra mắt tác phẩm The Flag Bulletin (Tập san về lá cờ) vào năm 1961. Và Smith đã dành cả đời mình tổ chức các cuộc gặp và lập ra các hội Kỳ học, bao gồm cả Đại hội Kỳ học Quốc tế (ICV), Hiệp hội Kỳ học Bắc Mỹ (NAVA), và Liên minh Hiệp hội Kỳ học Quốc tế (FIAV). Smith đã được công nhân là người đã sáng tạo ra thuật ngữ "vexillology" vào năm 1957. Sau này ông viết: "Dù việc sử dụng các lá cờ đã xuất hiện từ những ngày đầu tiên của nền văn minh nhân loại, nghiên cứu về cách sử dụng và ý nghĩa của chúng một cách nghiêm túc lại ít đến nổi thuật ngữ về ngành học này lại không hề xuất hiện trong các ấn phẩm cho tới tận năm 1959." Trước thời kỳ này, việc nghiên cứu về những lá cờ được cho là một phần của ngành nghiên cứu huy hiệu.
Vào thời kỳ hiện đại, việc nghiên cứu cờ đã ngày càng ít phổ biến, nhưng lại ngày càng dễ tiếp cận thông qua các hội nhóm và diễn đàng trên internet, một ví dụ tiêu biểu là r/vexillology, một cộng đồng trên Reddit có chủ đề xoay quanh ngành học này, và đã góp phần phổ cập ngành học này đến thế hệ trẻ. 
Ngành học và bản chất của những lá cờ xoay quanh việc những lá cờ là một biểu tượng của một thực thể có tồn tại (quốc gia, vùng lãnh thổ, hội nhóm và đảng phái chính trị), đồng thời những lá cờ chỉ được tồn tại và quy chuẩn hóa thông qua quá trình phê duyệt trở thành một biểu trưng chính thức của của một thực thể; vì thế, việc sáng tạo ra các lá cờ như một biểu trưng trực quan đã dần trở thành hình thức tiêu biểu trong việc thành lập các tổ chức, hội nhóm và đặc biệt là hợp pháp hóa các tuyên bố chủ quyền của các micronation.

## Các tổ chức Kỳ học trên thế giới
Các tổ chức kỳ học bao gồm cả Liên minh Hiệp hội Kỳ học Quốc tế (FIAV) được công nhận là Cơ quan quốc tế của ngàng Kỳ học. FIAV cũng bao gồm nhiều Hiệp hội và Trung tâm về cờ tại nhiều khu vực, như Hiệp hội Kỳ học Bắc Mỹ (NAVA), Deutsche Gesellschaft für Flaggenkunde (dịch sang tiếng việt là Hiệp hội Nghiên cứu Cờ tại Đức), Tổ chức Di sản Cờ (FHF), The Flag Research Center (FRC), Trang web Flags of the World (FOTW), và 46 tổ chức và học viên trực thuộc khác.